# ロマスクス
ロマスクス（学名：Lomasuchus）は、アルゼンチンのパタゴニア北西部で化石が発見された、後期白亜紀に生息したワニ形上目ペイロサウルス科に属する絶滅した爬虫類の属。現在の南アメリカ大陸にあたる地域には当時多数の陸棲ワニ形類が生息しており、本属もその1つであった。

## 発見と命名
ロマスクスのホロタイプ標本MO 4084 PVはパタゴニアのネウケン州のLoma de la Lata localityで発見された。本標本はネウケン層群のRio Colorado亜層群から回収されたと当初報じられていたが、後にHugo and Leanza (2001)は本標本が実際にはネウケン層群Rio Neuquén 亜層群のPortezuelo 層から回収されたことを指摘した。当該地域の層序学的な後続研究では、より新しい時代の地層であるコニアシアン階のRio Neuquén 亜層群Plottier層として層準を特定した。さらにその後の研究では、産出層準はサントニアン階のRio Colorado 亜層Bajo de la Carpa層と推定されている。

## 特徴
吻部が比較的狭く、歯に鋸歯が存在し、眼窩の上に大型の眼瞼骨が存在し、鱗状骨の外側の縁が深く下側に向いている点を特徴とする。同じ科に属するペイロサウルスとの共通点として、楔型の前側突起が上顎骨に存在する点や、口蓋骨が僅かに前上顎骨に寄与する点が挙げられる。
ロマスクスはペイロサウルス科に特徴的な上下に高く左右に狭い頭部を有する。鋸歯状の歯は薄いものの、ペイロサウルスをはじめとする他の近縁属ほど顕著でなかった。近縁属のウベラバスクスとの間には数多くの形態学的共通点があり、例えば狭い吻部や、大型の第4下顎骨歯を収納することに役立てられた上顎骨-前上顎骨間に存在する1本の溝がある。2属間を識別する差異には眼窩の形状がある。

## 分類
ロマスクスはロマスクス亜科（Lomasuchinae）と呼ばれる亜科のタイプ属である。ロマスクス亜科はペイロサウルス科の亜科として2004年に設立された分類群であり、ロマスクスとマハジャンガスクス族（マハジャンガスクスとウベラバスクス）を内包した。ワニ形類の包括的系統解析を実施したAdams (2013)の系統樹では、マハジャンガスクスはカプロスクスとの姉妹群をなし、ロマスクスはペイロサウルスとの姉妹群を構成した。Adams (2013)の系統樹において、ハマダスクスやモンテアルトスクスおよびウベラバスクスの方がマハジャンガスクスよりもロマスクスに近縁である。
さらに新しい系統解析結果では、Pochat-Cottilloux et al. (2023)においてロマスクスとガスパリニスクスが姉妹群とされた。なおこの系統樹ではペイロサウルス科が多系統群となった上、ペイロサウルス科に属する種の一部がマハジャンガスクスやウルグアイスクス科といった他のワニ形類と多分岐の関係にあるため、ペイロサウルス科を単系統群と見なす類縁仮説からは類縁関係が大きく変化している。